# Krijgsmacht van Bosnië en Herzegovina

Wapen van de krijgsmacht

De Krijgsmacht van Bosnië en Herzegovina (Bosnisch/Kroatisch/Servisch: OSBiH; Oružane snage BiH; Оружане снаге БиХ) is de officiële krijgsmacht van het land Bosnië en Herzegovina.
De Krijgsmacht van Bosnië en Herzegovina werd opgericht in 2005 en samengesteld uit de:
- Krijgsmacht van de Servische Republiek
- Krijgsmacht van de Federatie van Bosnië en Herzegovina
De laatste werd in 1995 gevormd door de samenvoeging van de:
  - Krijgsmacht van de Republiek Bosnië en Herzegovina (ARBiH)
  - Kroatische Defensieraad (HVO)

De Krijgsmacht van Bosnië en Herzegovina valt onder het commando van het in 2004 opgerichte Ministerie van Defensie van Bosnië en Herzegovina.
In 2005 werd een volledig geïntegreerde unit van Serven, Bosniakken en Kroaten uitgezonden naar Irak, om de coalitiestrijdkrachten onder leiding van de Verenigde Staten te ondersteunen.